# Чоколада (кловн)
Чоколада је уметничко име Рафаела, кловна који је наступао у Паризу крајем 19. и почетком 20. века. Рафаел је био афро-кубанског порекла и један је од првих успешних црних забављача у савременој Француској.

## Детињство и младост
Рафаел је рођен на Куби између 1865 и 1868. године, највероватније као роб, што објашњава зашто његово рођење није регистровано. Рођен је највероватније пре 17. септембра 1868. године имајући у виду да је шпанска влада 1870. године Моретовим законом дала слободу робовима који су рођени у њеним колонијама (углавном Куба и Порто Рико) после тог датума. Рођен је без презимена, а Падија (шп. Padilla) је било једно од многих које је касније користио у свом животу. Рафаел се није сећао својих биолошких родитеља. Одгајила га је сиромашна црна жена у сиротињским четвртима Хаване. Док је Рафаел још био дечак продала га је шпанском бизнисмену по имену Патрисио Кастано Капетиљо (шп. Patricio Castaño Capetillo) за 18 унци злата.
Кастано је довео Рафаела у своје породично домаћинство у селу Сопуерта (шп. Sopuerta) на северу Шпаније. Према међународном праву Рафаел је технички престао да буде роб од тренутка када је ступио на тло Европе, али је Кастано, као и многи Шпанци са колонијалним везама био анти-аболициониста и игнорисао је међународно право називајући Рафаела слугом. Рафаел је био једина црна особа у селу и малтретирали су га и сељани и Кастано. Спавао је у штали и није му било дозвољено да се образује.
Када је имао 14-15 година Рафаел је побегао од Кастана. Радио је у каменоломима У Баскији, а после је прешао у Билбао где је радио као лучки радник, а након тога као носач на железничкој станици. У Билбау је упознао Тонија Грајса (енгл. Tony Grice), путујећег кловна из Енглеске који га је запослио као асистента и слугу. Грајс би понекад укључивао Рафаела у своја дела,
али није хтео да му Рафаел буде ученик.

## Каријера

### Почетак
Славни кловн Тони Грајс открио је Рафаела док је радио на доковима у Билбау. Био је импресиониран његовом снагом и плесом. Ангажовао га је као свог асистента и слугу, давајући му улоге у неким својим комадима где је Рафаел био каскадер.
Нови дуо почео је да наступа у Новом циркусу Жозефа Олера (шп. Joseph Oller) у Паризу током октобра 1886. године.
Рафелово уметничко име Чоколада добио је од Грајса.
Њихово партнерство било је завршено када је 1888. године Анри Агуст
(фр. Henri Agoust), менаџер Новог циркуса ангажовао Рафаела као звезду наутичке пантомиме. Видео је у њему потенцијалну плесну звезду и мимичара, а велики успех Рафаеловог првог шоуа Венчање чоколаде доказује да је био у праву.
Шоу је наставио са успесима и наредних пет година, укљућујући и сарадњу са кловнима Пиерантони, Кестерн и Ђеронимо Медрано (фр. Gerónimo Medrano). Током овог периода срео је љубав свог живота Мери Хекет (фр. Marie Hecquet), која је била удата и имала је двоје деце, али се развела 1895. године и започела нови живот са Рафаелом. Подигао је њену децу као своју, а сви чланови породице су постали циркуски извођачи.

### Футит и Чоколада
Директор Новог циркуса Раул Донвал (фр. Raoul Donval) 1895. године оформио је нови дуо спојивши Рафаела са енглеским кловном Ђорђом Футитом (енгл. George Foottit). Два извођача популарисала су комедију, посебно изводећи скеч бурлеску Виљем Тел. Обојица су били веома успешни у формирању комичног дуета између ауторитарног белог кловна и црног роба кловна. Наступали су заједно скоро двадесет година.
1905. године уговор са Новим циркусом није обновљен због Драјфусове афере и политизације расних питања. Њихова каријера доживела је врхунац док су наступали у Фоли Бержеру (фр. Folies Bergère).
1909. године вратили су се у Нови циркус изводећи представу Чоколада, пилот Хенри Моро која је добро примљена од стране публике. Њихово партнерство је прекинуто 1910. године када је Футит ангажован да игра улогу Кловна у представи Ромео и Јулија у Одеон театру.

## Филмографија
2015. године снимљен је филм о животу Рафаела Падије кога глуми награђивани глумац Омар Сај (фр. Omar Sy) под називом Чоколада.